# Siestrzechowice (gromada)
Siestrzechowice (od 31 XII 1961 Koperniki) – dawna gromada, czyli najmniejsza jednostka podziału terytorialnego Polskiej Rzeczypospolitej Ludowej w latach 1954–1972.
Gromady, z gromadzkimi radami narodowymi (GRN) jako organami władzy najniższego stopnia na wsi, funkcjonowały od reformy reorganizującej administrację wiejską przeprowadzonej jesienią 1954 do momentu ich zniesienia z dniem 1 stycznia 1973, tym samym wypierając organizację gminną w latach 1954–1972.
Gromadę Siestrzechowice z siedzibą GRN w Siestrzechowicach utworzono – jako jedną z 8759 gromad na obszarze Polski – w powiecie nyskim w woj. opolskim, na mocy uchwały nr VII/25/54 WRN w Opolu z dnia 4 października 1954. W skład jednostki weszły obszary dotychczasowych gromad Siestrzechowice, Brzezina Polska, Kwiatków, Koperniki i Miedniki ze zniesionej gminy Siestrzechowice w tymże powiecie. Dla gromady ustalono 14 członków gromadzkiej rady narodowej.
31 grudnia 1961 do gromady Siestrzechowice włączono wsie Biała Nyska, Morów i Iława ze zniesionej gromady Biała Nyska w tymże powiecie, po czym gromadę Siestrzechowice zniesiono, przenosząc siedzibę GRN z Siestrzechowic do Koperników i zmieniając nazwę jednostki na gromada Koperniki.